# (37710) 1996 RD12
1996 RD12 (asteroide 37710) é um asteroide troiano de Júpiter. Possui uma excentricidade de 0.08132050 e uma inclinação de 9.55756º.
Este asteroide foi descoberto no dia 8 de setembro de 1996 por Spacewatch em Kitt Peak.